# Viper (ruimteschip)
De Viper is een fictieve eenpersoons-ruimtejager uit de film en diverse televisieseries Battlestar Galactica.
De 'Colonial Starhound-klasse' Viper is een gevechts- en onderscheppingsjager voor gebruik in zowel de ruimte als de atmosfeer van een planeet. Met de ingebouwde brandstofcel kan de Viper indien nodig twee weken vliegen zonder bij te hoeven tanken.

## Algemene informatie
De Vipers worden gelanceerd vanuit een Battlestar-ruimteschip, zoals de Battlestar Galactica. De drie ionenmotors leveren samen ongeveer 200 tera-joule aan energie en geven de Viper een acceleratie van maximaal 110,25 m/s². De krachtbronnen gebruiken een vloeibare kwikbrandstof, die in twee interne tanks en in de vleugels wordt bewaard. Een hogere topsnelheid kan worden bereikt door de 'turboboost', waarbij Solonite plasma wordt ontstoken. Met deze turboboost is de Viper de snelste sublichtsnelheid-ruimtejager. De Viper heeft ook een Bussard-collector, waarmee door een magnetisch veld tijdens de vlucht waterstof uit de ruimte wordt verzameld, die dan als extra energiebron wordt gebruikt.
Vipers beschikken over een eenvoudig camouflageschild, waarmee een jager kan worden gecamoufleerd nadat het geland is. De cockpit van de Viper kan in geval van een ramp worden afgeworpen om dienst te doen als reddingscapsule.
Twee varianten van het hoofdtype zijn de tweezits verkennings-Viper en een onbewapend model met kunstmatige intelligentie. Van het standaardmodel zijn 7 opeenvolgende versies gemaakt. (van de Mark I tot de Mark VII.)

## Technische informatie
(Mark II Colonial Viper)
- lengte: 8,85 meter
- Gewicht: 12.824 kilogram
- Maximumsnelheid in de atmosfeer:1851 km/uur (3331 km/uur met turboboost)
- Maximumsnelheid in de ruimte: 75,5 m/s (110,25 m/s met turboboost)
- Hoofdkrachtbron: Tylium reactor (energie: 144,3 terajoule)
- Hulpkrachtbronnen: Twee fusiereactors (energie: 58,4 terajoule)
- Bussard Ram-Scoop
- Maximum vracht: 45 kilogram
- Bepantsering: 4,2 cm
- Bewapening: Twee 30 mm laser-torpedo kanonnen
- Optionele wapens: Vier 200 kiloton Solonite raketten of twee 30 megaton Solonite bommen

## Trivia
- Amerikaanse luchtmachtpiloten gaven hun F-16's de officieuze bijnaam Viper, als hommage aan de Vipers uit Battlestar Galactica.

## Galerij

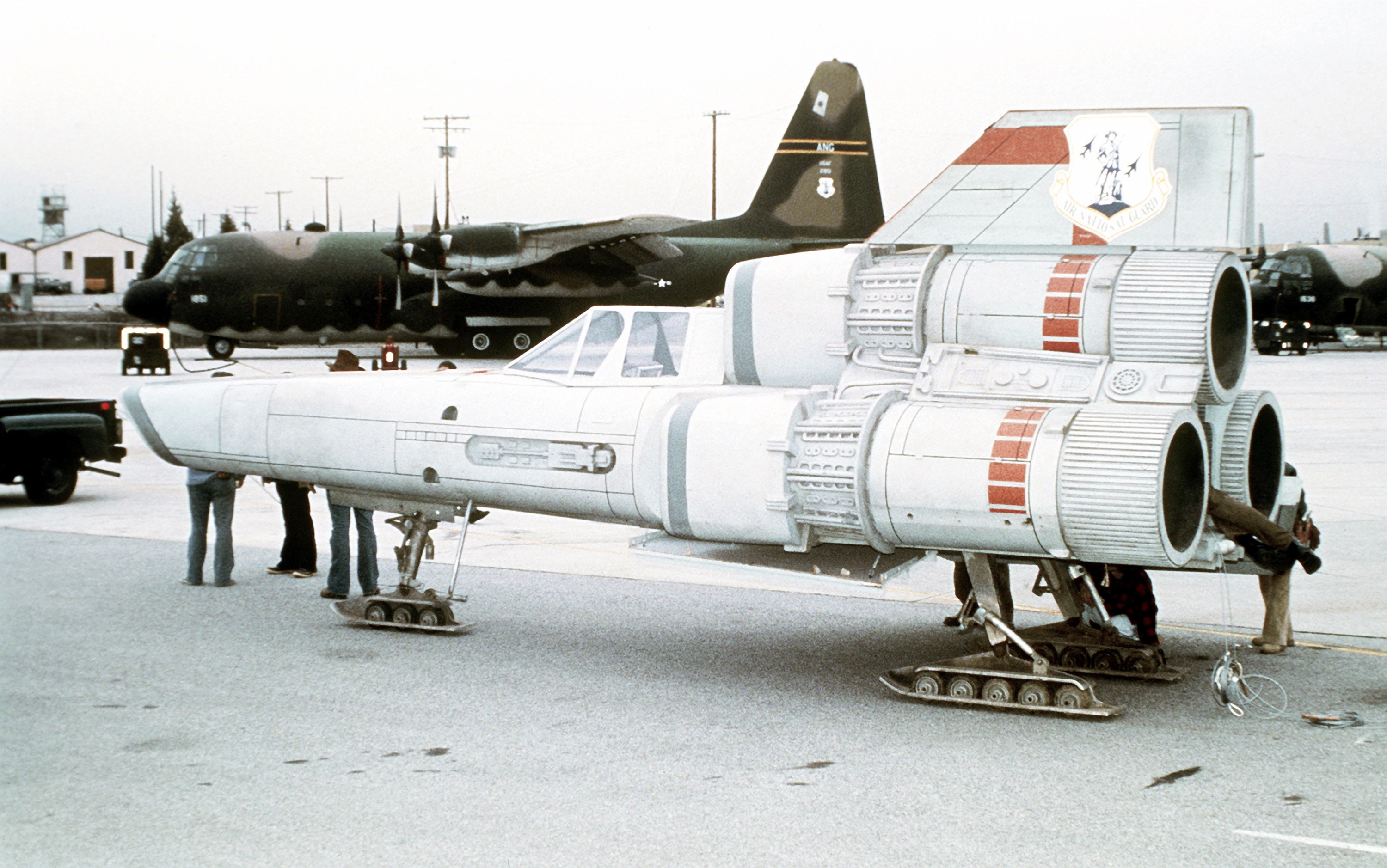